# Israël op het Eurovisiesongfestival

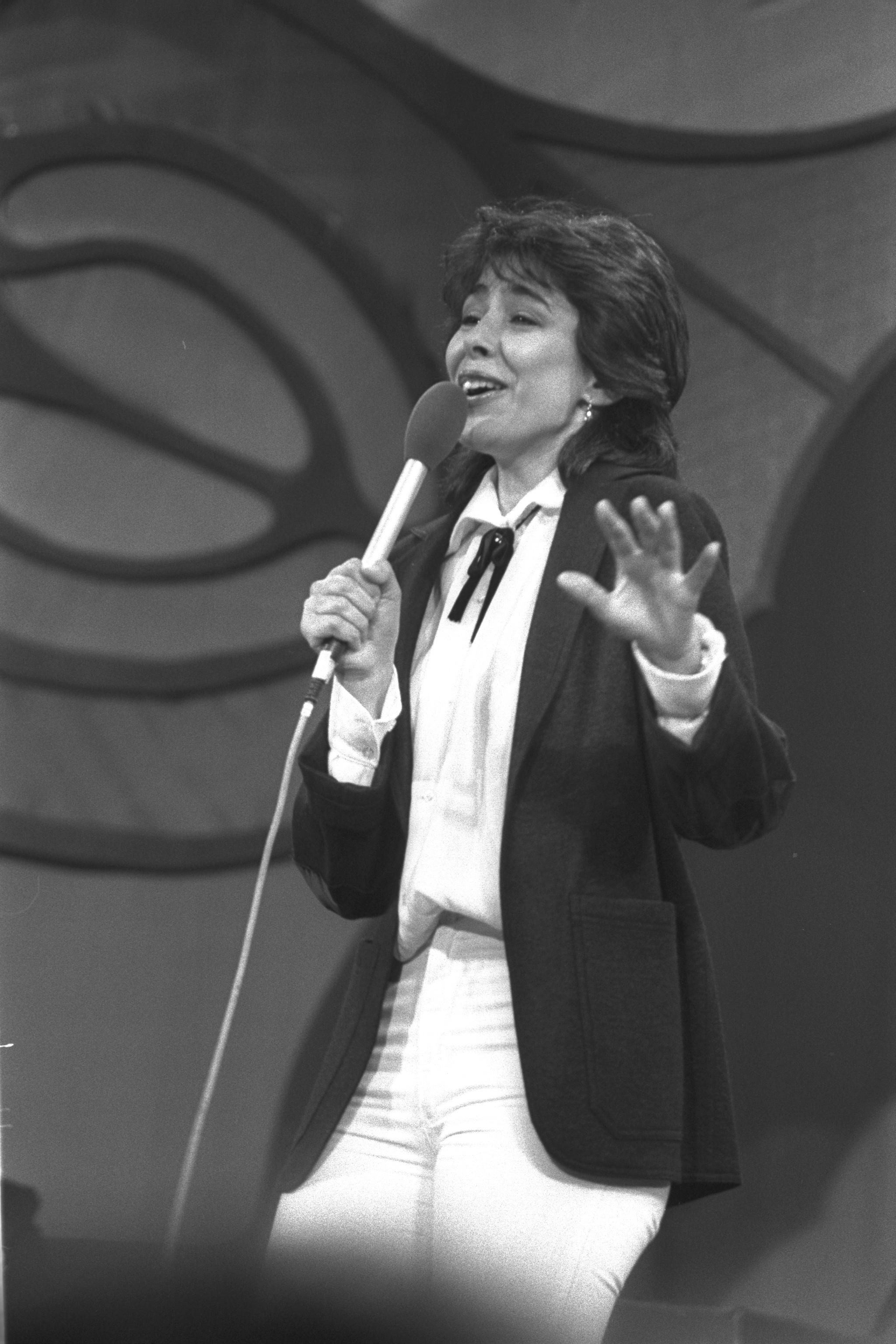
Gali Atari zorgde samen met Milk & Honey voor de tweede Israëlische overwinning in 1979

Israël doet sinds 1973 mee aan het Eurovisiesongfestival. In totaal heeft het land nu 47 keer deelgenomen.
Hoewel Israël een Aziatisch land is, kan het toch deelnemen aan het songfestival dankzij het EBU-lidmaatschap van de nationale omroep. In de periode 1973-2017 was dit de IBA en sinds 2018 is dit de KAN.

## De balans
Israël heeft in het verleden vele successen gekend op het Eurovisiesongfestival. Van de 47 inzendingen wisten er 23 bij de beste tien te eindigen. Viermaal won Israël het songfestival:
- 1978: Izhar Cohen & The Alphabeta - A-ba-ni-bi
- 1979: Gali Atari & Milk and Honey - Hallelujah
- 1998: Dana International - Diva
- 2018: Netta Barzilai - Toy

De eerste drie winnende inzendingen groeiden elk uit tot grote hits in heel Europa en worden meestal wel beschouwd als songfestivalklassiekers.
Israël heeft ook slechte resultaten gekend. Tussen 2011 en 2014 werd het land in de halve finales bijvoorbeeld vier keer op rij uitgeschakeld. Geen enkele Israëlische inzending bleef echter tot nog toe zonder punten, en Israël is ook nog nooit op de laatste plaats geëindigd.

## Het songfestival op Israëlische bodem

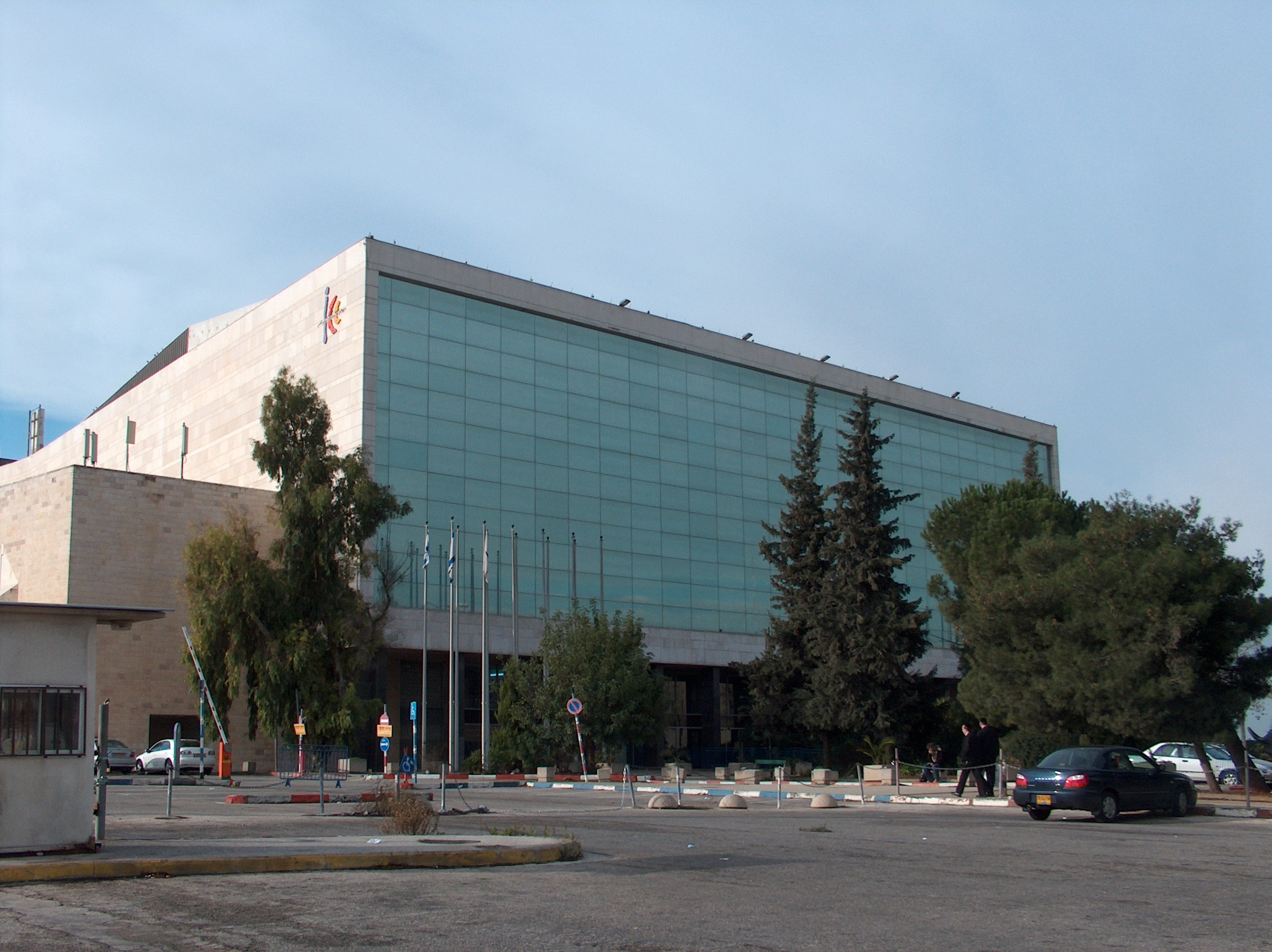
Het International Convention Center in Jeruzalem fungeerde in 1979 en 1999 als locatie voor het Eurovisiesongfestival

Het Eurovisiesongfestival heeft driemaal in Israël plaatsgevonden:
- 1979: International Convention Center, Jeruzalem
  - Als gevolg van de overwinning in 1978, kwam het songfestival in 1979 voor het eerst naar Israël. De presentatie van de show lag in handen van Yardena Arazi en Daniel Pe'er. Israël wist op eigen bodem ook dit festival te winnen, en werd (na Spanje en Luxemburg) het derde land dat het Eurovisiesongfestival tweemaal op rij won.
- 1999: International Convention Center, Jeruzalem
  - Omdat de Israëlische omroep IBA moeite had met de financiering, werd voorafgaand aan dit songfestival gespeculeerd of het wel in Israël kon plaatsvinden. Bovendien zorgde het feit dat Israël in 1998 gewonnen had met een transseksueel, voor protesten bij veel Orthodoxe Joden. Deze wilden liever niet dat het songfestival in 1999 naar Israël kwam. Uiteindelijk werd de show toch gewoon in Jeruzalem georganiseerd. Het werd gepresenteerd door Yigal Ravid, Dafna Dekel en Sigal Shahamon.
- 2019: Expo Tel Aviv, Tel Aviv
  - Het Eurovisiesongfestival werd in 2019 voor een derde maal in Israël georganiseerd, volgend op de Israëlische overwinning in 2018. De steden Jeruzalem, Tel Aviv, Haifa en Eilat stelden zich kandidaat om gaststad te zijn. In een vroeg stadium verklaarden onder meer de Israëlische premier Benjamin Netanyahu en minister van financiën Moshe Kahlon dat het evenement plaats zou vinden in Jeruzalem, maar dit werd niet bevestigd. Uiteindelijk werd gekozen voor het minder controversiële Tel Aviv. De presentatoren waren Bar Refaeli, Erez Tal, Assi Azar en Lucy Ayoub. Hoewel de EBU meerdere malen opriep de politiek neutrale aard van het festival te respecteren, werden in een aantal landen (waaronder Zweden, IJsland, Ierland en Australië) petities gehouden en oproepen gedaan om deze editie vanwege het Israëlisch-Palestijns conflict te boycotten. Uiteindelijk meldde geen van deze landen zich werkelijk af. Tijdens de puntentelling in de finale ontstond enige beroering toen de IJslandse act Hatari onverwachts de Palestijnse vlag tevoorschijn haalde. Ook Madonna verwerkte in haar intervalact prominent een Palestijnse vlag. De EBU gaf na de show aan dat deze actie vooraf niet besproken was met de organisatie en ook niet tijdens de repetities was uitgevoerd.

Eenmaal deed Israël afstand van de organisatie:
- Nadat het in 1979 nogmaals het songfestival won, kreeg Israël in 1980 voor het tweede jaar op rij het recht om de wedstrijd te organiseren. Omroep IBA had hier, zo kort na de vorige organisatie, echter geen budget voor. Bovendien was het songfestival in 1980 door de EBU gepland op de nationale Israëlische gedenkdag Jom Hazikaron. Hierop trok Israël zich terug en werd het festival aangeboden aan Spanje, dat in 1979 als tweede was geëindigd. Toen ook de Spanjaarden weigerden de organisatie op zich te nemen, ging het Eurovisiesongfestival uiteindelijk naar Den Haag. Het was tot de editie van 2023 de laatste keer dat het songfestival niet plaatsvond in het winnende land van het voorgaande jaar.

## Songfestivals zonder Israël
Sinds het debuut van Israël in 1973, is het land vijfmaal afwezig geweest op het Eurovisiesongfestival. In 1980 en 1984 trok Israël zich terug omdat het songfestival plaatsvond op de nationale Israëlische gedenkdag Jom Hazikaron. In beide gevallen had het land aanvankelijk wel al een inzending gekozen. In 1994 moest Israël gedwongen thuisblijven vanwege een te lage klassering in het jaar ervoor; destijds waren er nog geen halve finales op het songfestival, en kon niet ieder land elk jaar meedoen.
In 1996 werd Israël uitgeschakeld in een eenmalige audio-voorronde. Uit deze voorronde, waaraan alle landen (exclusief gastland Noorwegen) moesten deelnemen, mochten de 22 beste inzendingen aantreden op het Eurovisiesongfestival. Israël eindigde op de 28ste (en een na laatste) plaats en faalde zich te kwalificeren. Een jaar later liet Israël zelf verstek gaan omdat het songfestival toen samenviel met Jom Hasjoa, de nationale gedenkdag van de Holocaust.
Als gevolg van de opheffing van de IBA in mei 2017 had Israel op dat moment geen omroep meer die lid was van de EBU en dus het songfestival kon uitzenden. Tijdens het bekend maken van de punten van de vakjury's maakte de woordvoerder van de omroep bekend dat het Eurovisiesongfestival 2017 de laatste uitzending van de omroep was en daarmee ook de laatste deelname van de omroep aan het Eurovisiesongfestival. Sinds 2018 doet Israël mee via hun nieuwe publieke omroep KAN.

## Taal
Als een van de weinige landen, is Israël door de jaren heen grotendeels trouw gebleven aan de eigen taal, het Hebreeuws. Tot en met 2014 zijn alle Israëlische inzendingen geheel of gedeeltelijk in deze taal gezongen. Tussen 1973 en 1976 bestond er op het Eurovisiesongfestival een vrije taalregel, maar Israël maakte hier in deze periode geen gebruik van. Opvallend is dat Israël in 1993, toen men verplicht was in de eigen taal te zingen, juist wel gebruik maakte van anderstalige teksten, in dit geval het Engels.
Nadat de vrije taalregel in 1999 heringevoerd werd, bevatten de Israëlische inzendingen vaker Engelstalige teksten, tot en met 2014 echter altijd in combinatie met het Hebreeuws. In de inzending van 2007 kwam naast het Engels en Hebreeuws ook het Frans voorbij, en in 2009 was de Israëlische inzending deels ook voorzien van een tekst in het Arabisch, ook een officiële taal in Israël. In 2015 werd de Israëlische inzending voor het eerst geheel in het Engels vertolkt. Dit was sindsdien regelmatig het geval.

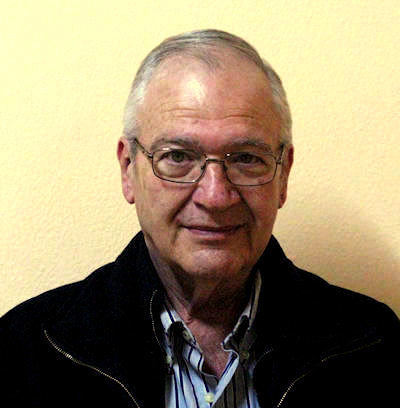
Daniel Pe'er presenteerde Kdam meerdere malen in de jaren tachtig

## Nationale selectie
Sinds 1981 koos Israël zijn inzendingen voor het Eurovisiesongfestival doorgaans via de nationale voorronde Kdam. Hierbij streden verschillende artiesten voor de eer om Israël op het songfestival te mogen vertegenwoordigen. Regelmatig kwam het ook voor dat de IBA intern één artiest afvaardigde, waarbij tijdens Kdam slechts het winnende lied werd gekozen.
Tussen 1973 en 1977 was er nog geen nationale voorronde en werden de Israëlische bijdragen door de IBA geheel intern aangeduid. In 1978 en 1979 besloot men het anders aan te pakken, door het nationale Hebrew Song & Chorus Festival als voorronde te laten fungeren. De winnaars van dit festival werden naar het Eurovisiesongfestival gestuurd, en niet bepaald zonder succes: met beide inzendingen schreef Israël het songfestival op zijn naam. Ook in 1980 zou de winnaar van het Hebrew Song & Chorus Festival worden afgevaardigd, mits Israël zich niet had teruggetrokken.
Nadat Kdam in 1981 in het leven werd geroepen, werden door de jaren heen nog geregeld uitzonderingen gemaakt op de selectiemethode. Af en toe nam de IBA de vrijheid om Kdam achterwege te laten en weer geheel intern een inzending te kiezen. Dit gebeurde in 1984, 1988, 1990, 1998, 1999, 2000, 2002 en 2012. De inzending van 1984 werd naderhand opgeschort toen Israël besloot af te zien van deelname.
Andere uitzonderingen waren er in 2004 en 2007, toen de artiest door de IBA intern werd geselecteerd, en het lied in een speciale uitzending werd gekozen door zowel televoting als een jury. In 2004 gebeurde dit in het programma Israel selects a song, dat werd uitgezonden in de pauze van een basketbalwedstrijd van Maccabi Tel Aviv. Tussen 2015 en 2020 werd de verkiezing van de artiest gekoppeld aan de talentenjacht HaKokhav HaBa, waarvan de winnaar naar het Eurovisiesongfestival ging. In 2024 werd HaKokhav HaBa wederom als selectiemethode gebruikt. Met uitzondering van 2016 en 2020 werd het lied daarna echter intern gekozen. In 2022 werd HaKokhav HaBa als nationale voorronde verruild voor The X Factor.
In 1996 vond Kdam gewoon plaats, maar bleef de winnares, Galit Bell, steken in een eenmalige audiovoorronde, waardoor zij niet mocht deelnemen aan het eigenlijke songfestival. 1994 en 1997 zijn de enige jaren dat Israël helemaal geen inzending koos, omdat toen ruim van tevoren bekend was dat het land niet mee zou doen.

## Arabische reacties
Net als Israël, zijn ook enkele Arabische landen lid van de EBU. Hieronder zijn Algerije, Egypte, Jordanië, Libanon, Libië en Tunesië. Deze landen zouden dus eventueel kunnen deelnemen aan het Eurovisiesongfestival, maar hebben dit tot op heden steeds geweigerd. Over het algemeen speelt de aanwezigheid van Israël op het songfestival een belangrijke rol bij de beslissing van deze landen om niet op het festival te verschijnen.
Diverse Arabische televisiestations zenden het songfestival overigens wel gewoon uit. Echter, de Israëlische inzendingen worden daarbij nogal eens gecensureerd. Voor de desbetreffende landen is deelname aan het songfestival hiermee sowieso onmogelijk, aangezien het songfestivalreglement alle deelnemende landen verplicht om iedere inzending in zijn geheel uit te zenden.
Desalniettemin is er in het verleden vanuit sommige Arabische landen wel sporadisch interesse in deelname getoond. In 1977 was er sprake van dat Tunesië op het songfestival zou debuteren. Het land trok zich echter op het laatste moment terug toen bevestigd werd dat Israël ook aanwezig zou zijn. In 2005 gebeurde iets soortgelijks met Libanon: dit land had zijn inzending al gekozen, maar kon de EBU geen garanties geven dat het de Israëlische inzending zou uitzenden. Hierop werd Libanon gediskwalificeerd.
Het songfestival van 1978 zorgde bij veel Arabische televisiezenders voor paniek, toen bij de puntentelling duidelijk werd dat Israël zijn eerste songfestivalzege zou behalen. De meeste Arabische zenders braken hierop abrupt de uitzending af. De Jordaanse televisie zou later zelfs het nieuws verspreiden dat niet Israël, maar België het festival gewonnen had. In 1979 werd het songfestival, dat in Israël werd georganiseerd, door de Arabische landen geboycot. Vanwege de oorlog met het gastland, oefenden de Arabische landen bovendien druk uit op het islamitische Turkije, om geen deelnemer naar Jeruzalem af te vaardigen. De Turken, die hun inzending al gekozen hadden, besloten zich daarop inderdaad terug te trekken. Ook Joegoslavië besloot overigens wegens politieke redenen terug te treden, en het songfestival niet uit te zenden.
Een jaar later, in 1980, was Israël zelf afwezig op het songfestival en keerde Turkije weer terug. Ook Marokko maakte van de gelegenheid gebruik om, als eerste Arabische land, zijn opwachting te maken. Het zou voor de Marokkanen echter bij een uitzondering blijven; het land behaalde een dramatisch resultaat en keerde het songfestival vervolgens voorgoed weer de rug toe. Aangezien Israël vanaf 1981 weer een trouwe deelnemer werd, is noch Marokko, noch enig ander land uit de Arabische wereld, ooit nog verschenen op het Eurovisiesongfestival.

## Jaren 70

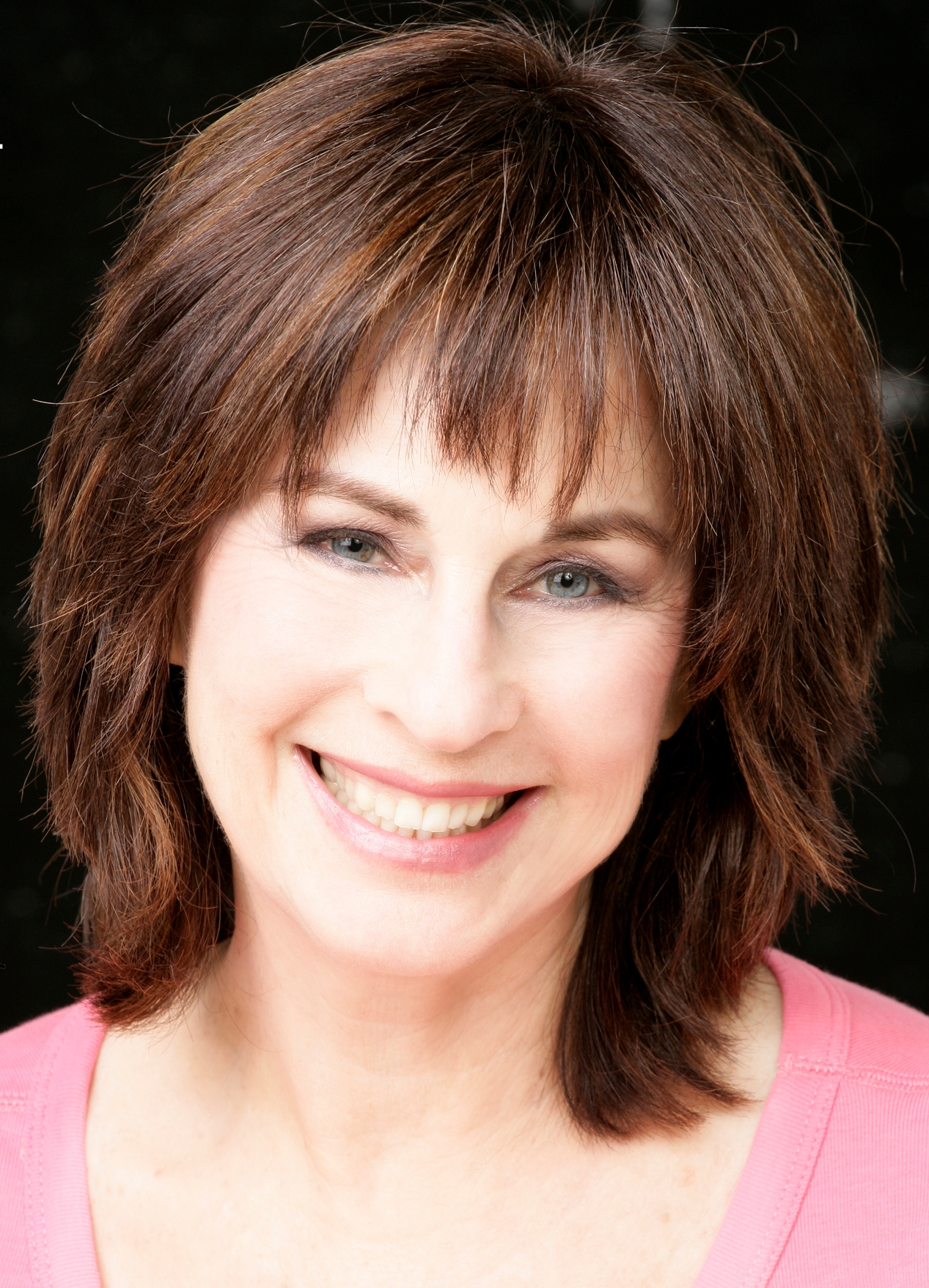
Nurit Hirsh componeerde en dirigeerde de eerste Israëlische inzending in 1973

### Debuut
Israël maakte in 1973 zijn debuut op het Eurovisiesongfestival, maar ook voor die tijd waren er in de show al verschillende Israëlische artiesten te horen en te zien geweest. Het beste voorbeeld hiervan was het songfestival van 1963, waar Esther Ofarim namens Zwitserland op het podium stond, en Carmela Corren uitkwam namens Oostenrijk. Ofarim liep de zege nipt mis en eindigde op de tweede plaats.
In 1973 kreeg de destijds zeer succesvolle zangeres Ilanit de eer om Israël als eerste te vertegenwoordigen, en werd naar Luxemburg gestuurd met de ballade Ei sham. Het was een gedenkwaardige inzending; niet alleen was het de eerste keer dat een niet-Europees land zijn opwachting maakte op het songfestival, ook zorgde Israël (samen met Zweden) voor een primeur, door een vrouwelijke dirigent in te zetten: Nurit Hirsh. De deelname van Israël was echter niet onomstreden. Nog maar zeven maanden eerder had, tijdens de Olympische Zomerspelen, het Bloedbad van München plaatsgevonden, en nu vreesde men voor een mogelijke nieuwe aanslag tijdens het Israëlische optreden op het Eurovisiesongfestival. Dit was voor de Luxemburgse organisatie reden om de veiligheidsmaatregelen aan te scherpen. Volgens de bekende Britse songfestivalcommentator Terry Wogan werd het publiek gemaand tijdens het applaudisseren vooral te blijven zitten, aangezien men anders het risico zou lopen beschoten te worden door de beveiliging. Het gerucht dat Ilanit, als bescherming tegen een eventuele aanslag, een kogelwerend vest onder haar jurk droeg, werd jaren later in een interview door haarzelf ontkracht. Israël ontving bij de eerste deelname 97 punten en eindigde op de vierde plaats. Hierna zou het twintig jaar duren voordat een debuterend land opnieuw zo'n hoge score haalt.
Het succesvolle debuut werd in 1974 gevolgd door de deelname van popgroep Kaveret, die onder de naam Poogy op de zevende plaats belandde. In 1975 scoorde Israël echter matig toen de populaire zanger Shlomo Artzi op het songfestival in Stockholm niet verder kwam dan de elfde plaats. Het vrouwelijke trio Chocolad Menta Mastik zette deze teleurstelling een jaar later alweer enigszins recht met een zesde plaats voor het lied Emor shalom.
In 1977 werd Israël voor een tweede keer vertegenwoordigd door Ilanit. Zij was, net als vier jaar eerder, intern geselecteerd en trad op het songfestival in Londen aan met het lied Ahava hi shir lishnaim. Een evenaring of verbetering van haar eerste deelname zat er niet in; ditmaal eindigde Ilanit als elfde.

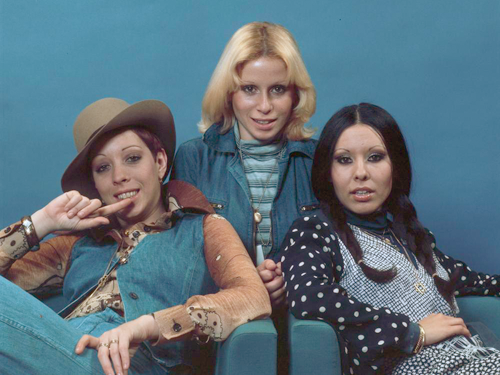
Chocolad Menta Mastik vertegenwoordigde Israël op het Eurovisiesongfestival van 1976 in Den Haag

### Tweemaal winst
In 1978 werd de 27-jarige zanger Izhar Cohen namens Israël naar het songfestival in Parijs gestuurd. Bijgestaan door de groep The Alphabeta bracht hij het opvallende nummer A-ba-ni-bi, een aanstekelijk lied dat vooral opviel door het refrein; deze werd gezongen in een kindertaal, waarbij iedere lettergreep werd herhaald en vervangen door een beet-klank. De Hebreeuwse zin ani ohev otach ("Ik hou van jou") werd in het refrein zodoende gezongen als a-ba-ni-bi o-bo-he-be-v o-bo-ta-ba-ch. Het werd een groot succes; behalve van Zweden kreeg Israël van ieder land punten, en met een totaalscore van 157 punten sleepte Cohen de eerste songfestivaloverwinning voor zijn land binnen. Ironisch genoeg was de overwinning niet te zien op de Israëlische televisie; de IBA had per abuis niet genoeg zendtijd ingekocht. Een dag later werd de zege van Cohen alsnog uitgezonden.
In 1979 organiseerde Israël het Eurovisiesongfestival in de hoofdstad Jeruzalem. Het was voor het eerst dat het festival buiten de Europese grenzen werd gehouden. Het gastland werd vertegenwoordigd door zangeres Gali Atari en de popgroep Milk & Honey, die voor de gelegenheid samen aantraden met het lied Hallelujah. Hoewel weinigen geloofden in een nieuwe Israëlische zege, vond aan het einde van de show toch een bijzonder spannende puntentelling plaats, waarbij Israël samen met Spanje afwisselend aan de leiding stond. Nadat 18 van de 19 landen hadden gestemd, verdedigden de Spanjaarden een voorsprong van één punt op Israël. Het laatste land dat zijn punten moest geven, was echter Spanje zelf, dat uiteraard niet op zichzelf kon stemmen. Met het geven van 10 punten aan Israël, gooide Spanje ironisch genoeg zijn eigen glazen in: tot vreugde van het publiek in de zaal won Israël voor het tweede jaar op rij het songfestival.

## Jaren 80
Na de tweede overwinning op rij, kreeg Israël in 1980 opnieuw het recht om het Eurovisiesongfestival te mogen organiseren. De Israëlische omroep IBA deed hier echter afstand van, omdat het organiseren van het songfestival van 1979 al veel geld had gekost en men zich niet direct een tweede organisatie kon permitteren. Desondanks zou Israël wel gewoon deelnemen; The Brothers & The Sisters werden, als winnaars van het Hebrew Song & Chorus Festival, uitgekozen om met het lied Pizmon Chozer naar Den Haag te gaan. Toen echter bleek dat de EBU het songfestival liet plaatsvinden op Jom Hazikaron, besloot Israël zich helemaal terug te trekken. Het werd het enige songfestival in de geschiedenis waarbij het winnende land van het voorgaande jaar niet aanwezig was.
Israël keerde terug in 1981 met de groep Hakol Over Habibi. Deze groep had twee jaar eerder al een aanbod gekregen om met het lied Hallelujah naar het songfestival te gaan, maar deze afgeslagen. Ditmaal traden zij wel aan, en eindigden op de zevende plaats met het nummer Halaylah.

### Tweemaal tweede
In 1982 en 1983 boekte Israël weer grote successen op het Eurovisiesongfestival. Zanger Avi Toledano trad in 1982 aan met het swingende nummer Hora, geïnspireerd op de gelijknamige volksdans die in Israël veel populariteit geniet. Toledano kreeg 100 punten en eindigde op de tweede plaats, achter de Duitse zangeres Nicole. Een jaar later keerde Toledano terug naar het songfestival, echter ditmaal als componist van het lied Hi (ook wel Chai genoemd), uitgevoerd door de populaire zangeres Ofra Haza. De tekst van het lied, dat gaat over het overwinnen van rampspoed en ellende, werd over het algemeen opgevat als een verwijzing naar de Israëlische staat. Symbolisch hierbij was dat het songfestival plaatsvond in Duitsland, en specifieker München, waar in 1972 het Bloedbad van München had plaatsgevonden. Wederom eindigde Israël op de tweede plaats, op slechts 6 punten van het winnende Luxemburg.
Na de twee succesjaren, zou Israël op het songfestival van 1984 voor een derde keer vertegenwoordigd worden door Ilanit. Zij was opnieuw uitgekozen door de IBA, en zou aantreden met het lied Balalaika. Toen het Eurovisiesongfestival echter, net als vier jaar eerder, plaats bleek te vinden op de nationale gedenkdag Jom Hazikaron, schrapte Israël haar inzending en trok het zich terug. In 1985 was het land er echter gewoon weer bij. Izhar Cohen besteeg, zeven jaar na zijn songfestivaloverwinning, opnieuw het Eurovisiepodium en bracht ditmaal het nummer Olé, olé. Winnend was hij die keer niet, maar met een vijfde had hij toch succes.

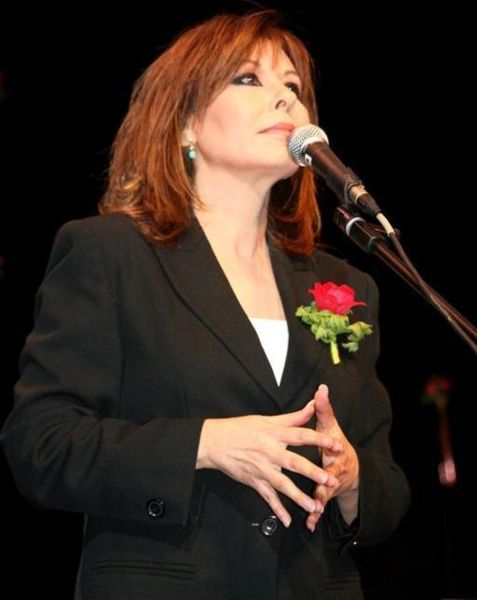
Yardena Arazi (hier in 2006) behaalde de zevende plaats in 1988

### Lazy Bums
In 1986 maakte Israël voor het eerst een serieuze misstap, toen Moti Giladi en Sarai Tzuriel in Noorwegen slechts zeven punten ontvingen voor hun lied Yavo yom. Het duo eindigde op de 19de en een na laatste plaats. Een jaar later verraste Israël met het insturen van de komische act Lazy Bums, bestaande uit Nathan Datner en Avi Kushnir. De twee heren brachten het nummer Shir habatlanim en vielen op door het maken van komische bewegingen, vreemde dansjes, en het trekken van gekke bekken. De inzending viel niet overal in Israël in goede aarde; voorafgaand aan het songfestival dreigde de Israëlische minister van Cultuur, Yitzhak Navon, zelfs af te treden als de act daadwerkelijk werd afgevaardigd. Ondanks de kritiek, trad het duo echter toch aan, en sleepte met 73 punten de achtste plaats binnen. Navon behield zijn ambt.
In 1988 werd zangeres Yardena Arazi door de IBA aangeduid om Israël te vertegenwoordigen in Dublin. Arazi had eerder al aan het songfestival deelgenomen in 1976, als onderdeel van de groep Chocolad Menta Mastik. Ook was zij in 1979 een van de presentatoren geweest van het songfestival in Jeruzalem. In de jaren tachtig nam Arazi enkele malen deel aan de nationale preselectie Kdam, waarbij zij in 1983 op de tweede plaats eindigde met slechts één punt verschil op de winnares Ofra Haza. Jaren later zou Arazi onthullen dat er bij die puntentelling vergissingen waren gemaakt en niet Haza, maar zijzelf de feitelijke winnaar was geweest. Vijf jaar na het incident trad ze alsnog op het songfestival aan met Ben adam, een traditioneel klinkend lied dat sterk afweek van de inzending van een jaar eerder. Arazi eindigde op de zevende plaats.
Op het Eurovisiesongfestival van 1989 in Lausanne belandde Israël op de twaalfde plaats met het lied Derekh hamelekh, gezongen door Gili & Galit. De inzending was opzienbarend, aangezien Gili op het moment van deelname nog maar 12 jaar oud was. Net als Frankrijk, dat de slechts 11-jarige Nathalie Pâque had afgevaardigd, kreeg Israël veel kritiek over zich heen van landen die de inzet van kinderen op een songfestival voor volwassenen ongepast vonden. Na protesten paste de EBU in 1990 de minimumleeftijd voor deelnemende artiesten aan naar 16 jaar.

## Jaren 90

### Duo Datz
De jaren negentig begonnen voor Israël met een teleurstelling. Het land had in 1990 de populaire zangeres Rita naar het songfestival in Zagreb gezonden, maar haar lied Shara barechovot kreeg slechts 16 punten en strandde op de 18de plaats. Veel meer succes hadden de Israëliërs echter een jaar later, met de deelname van het echtpaar Duo Datz. Hun lied Kan viel in Europa in de smaak en vergaarde veel enthousiasme bij de vakjury's. Tijdens de zinderende puntentelling had Israël voortdurend zicht op de overwinning. Pas bij de laatste punten die werden gegeven, viel de beslissing: Israël eindigde op de derde plaats, met zeven punten achterstand op Frankrijk en Zweden, die allebei 146 punten behaalden. Ondanks het mislopen van de zege, wordt Kan ook tegenwoordig nog wel beschouwd als een van de populairste Israëlische popliedjes.
Het succes van Duo Datz kreeg in 1992 een vervolg, toen tekstschrijver Ehud Manor en componist Kobi Oshrat, twee zeer succesvolle namen uit de Israëlische muziekwereld, de handen ineensloegen. Zij maakten samen het opzwepende lied Ze rak sport, dat uitgevoerd werd door zangeres Dafna Dekel. Zowel Manor als Oshrat waren al eerder succesvol geweest op het Eurovisiesongfestival; Manor had al verschillende Israëlische inzendingen geschreven (waaronder de allereerste inzending in 1973 en het winnende A-ba-ni-bi uit 1978), terwijl Oshrat eerder ook al twee inzendingen had gecomponeerd (waaronder het winnende Hallelujah uit 1979). Oshrat was bovendien meermalen de dirigent bij de Israëlische bijdragen, waaronder ook bij Ze rak sport. Dafna Dekel eindigde met het lied op de zesde plaats.
Met het afvaardigen van Lahakat Shiru, ofwel "The Shiru Group" in 1993, bereikte Israël een nieuw dieptepunt. De groep, speciaal voor het songfestival samengesteld, trad in Millstreet aan met het lied Shiru, maar ging roemloos ten onder bij de puntentelling. Slechts vier punten had Europa voor het nummer over, waarmee Israël strandde op de 24ste en een na laatste plaats. Het was het slechtste resultaat dat Israël tot dan toe had behaald. Bovendien zorgde het ervoor dat de Israëliërs in 1994, conform het nieuwe reglement, niet aan het songfestival mochten deelnemen.
In 1995 werd de nationale voorronde Kdam met overmacht gewonnen door zangeres Liora Simon met het lied Amen. Dit lied werd gecomponeerd door Moshe Datz, de mannelijke helft van het Duo Datz, dat er aanvankelijk zelf mee had willen aantreden. Liora werd tijdens Kdam op het podium vergezeld van een heel stel brandende kaarsen, maar dit werd op het Eurovisiesongfestival vanwege de veiligheid niet getolereerd. Amen eindigde op de achtste plaats.

### Dana International

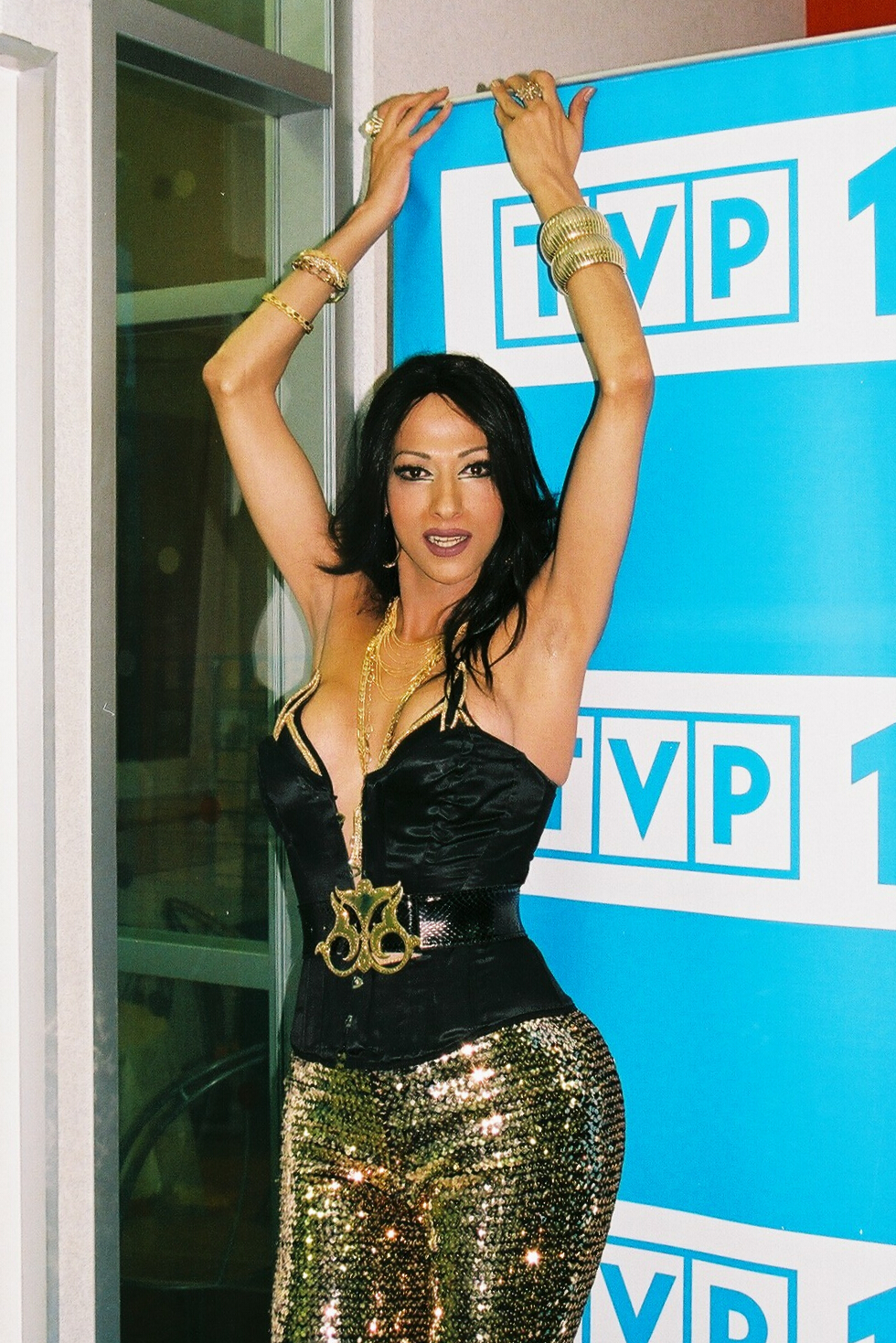
Dana International

Door de val van het IJzeren Gordijn, en het uiteenvallen van Joegoslavië, waren er in de jaren negentig zoveel nieuwe landen bijgekomen op het Eurovisiesongfestival, dat de EBU zich genoodzaakt zag een nieuw systeem in te voeren. In 1996 werd er een audio-voorronde gehouden waarbij bepaald zou worden welke 22 landen op het festival mochten aantreden. Israël wierp zich in de strijd met de winnares van Kdam, Galit Bell, maar strandde op de 28ste plaats en werd uitgeschakeld. Een jaar later zag Israël zelf van deelname af, toen het songfestival samenviel met Jom Hasjoa.
Na twee jaar afwezigheid, keerde Israël in 1998 terug naar het Eurovisiesongfestival met een van de meest opvallende en controversiële acts uit de songfestivalgeschiedenis: de transseksuele superster Dana International. Met het lied Diva was zij intern geselecteerd door omroep IBA. Met het deelnemen aan het songfestival, wat zij in 1995 al eens tevergeefs geprobeerd had, maakte Dana een kinderdroom waar, maar haar verschijning zorgde voor veel commotie bij conservatieven en Orthodoxe Joden. Er volgde tevens een storm van aandacht in de Europese pers. Al lang voordat het songfestival plaatsvond, groeide de Israëlische inzending uit tot een hype, wat op het festival zelf tot een climax kwam. Na een zeer spannende puntentelling, wist Dana International nipt het songfestival te winnen, wat de derde Israëlische zege in de geschiedenis betekende. Tijdens het herhalen van haar winnende lied, droeg Dana op het podium een veelbesproken jurk van Jean-Paul Gaultier, uitgedost met papegaaienveren.
De overwinning bracht het Eurovisiesongfestival in 1999 na twintig jaar weer naar Jeruzalem. Israël zelf werd vertegenwoordigd door de jongensgroep Eden, met het lied Yom huledet (Happy birthday). Bijzonder hierbij was dat de groepsleden en broers Eddie Butler en Gabriel Butler, beide Afrikaanse Hebreeërs, de eerste zwarte artiesten waren die voor Israël op het songfestival uitkwamen. Eden kwam in eigen land op de vijfde plaats terecht.
De intervalact werd verzorgd door Dana International, die na de show ook de trofee mocht uitreiken aan de Zweedse winnares Charlotte Nilsson. De overhandiging van de prijs gebeurde echter niet vlekkeloos; Dana ging onderuit toen een van de Zweedse componisten per abuis op haar jurk ging staan. Dit incident veroorzaakte rumoer in de zaal en onrust bij de beveiliging. De show werd afgesloten met Hallelujah, het winnende Israëlische lied uit 1979, gezamenlijk gezongen door alle deelnemers. Dit werd gedaan als steunbetuiging aan de slachtoffers van de Balkanoorlog.

## 2000-2010

### Syrische vlaggen
In 2000 werd de groep Ping Pong door de IBA intern aangewezen om namens Israël naar het songfestival in Stockholm te gaan. Het vrolijke lied Sameyach, over een vurige affaire tussen een Israëlische vrouw en een Syriër, zorgde echter voor een hoop ophef toen de videoclip verscheen; hierin werden seksuele toespelingen gemaakt en was te zien hoe twee mannen elkaar kusten. Na enige commotie hieromtrent, ontstond de grootste consternatie echter tijdens de repetities voor het songfestival. Op het podium zwaaide de groep niet alleen met Israëlische vlaggen, maar ook met Syrische. Verschillende conservatieve media, alsmede de IBA, waren niet gediend van het gebruik van vlaggen van een vijandige staat en spraken er schande van. De IBA probeerde de groepsleden ertoe te bewegen de vlaggen achterwege te laten tijdens het songfestival zelf, maar deze weigerden. Hierop trok de IBA prompt zijn steun aan de inzending in. De omroep verklaarde: "Ping Pong zal wel deelnemen aan het songfestival, maar zal daarbij niet handelen in naam van de IBA of het Israëlische volk. De enigen die zij zullen vertegenwoordigen, zijn zijzelf". De kosten voor de deelname zou de omroep bovendien op de groep zelf verhalen. Ping Pong verdedigde zich door te stellen dat het lied ging over liefde en vrede: "Wij vertegenwoordigen iedereen die vrede wil zien tussen Israël en de Arabische staten. De IBA wil die boodschap helaas niet begrijpen". Op het songfestival eindigde Ping Pong, inclusief vlagvertoon, uiteindelijk slechts op de 22ste plaats.
Na een teleurstellende 16de plaats voor Tal Sondak in 2001, trad Israël een jaar later aan met zangeres Sarit Hadad. Zij bracht een lied over vrede, Nadlik beyakhad ner, wat op het songfestival voor verdeeldheid zorgde. Sommige landen vonden het, gezien de politieke ontwikkelingen, niet gepast dat juist Israël zo'n onderwerp aansneed en vroegen de EBU om de inzending te diskwalificeren. Die gaf hier echter geen gehoor aan. Tijdens de televoting riepen de Zweedse en Belgische commentatoren vervolgens op om niet op Israël te stemmen, maar van de Belgen ontving Hadad alsnog twee punten. Ze eindigde op de twaalfde plaats.

### Halve finales
In 2004 werd op het Eurovisiesongfestival de halve finale ingevoerd. Israël, dat in 2003 te laag was geëindigd met de deelname van Lior Narkis, moest hier ook in aantreden en deed dat met zanger David D'Or. Zijn lied Leha'amin eindigde echter op de elfde plaats en vergaarde daarmee niet genoeg punten om zich voor de finale te kwalificeren.
Meer succes had Israël in 2005, toen het de populaire zangeres Shiri Maimon naar Kiev stuurde met het lied Hasheket shenish'ar. Maimon, die aanvankelijk louter in het Hebreeuws wilde zingen, zong haar lied op verzoek voor de helft in het Engels. Ze behaalde in de halve finale de zevende plaats en deed het in de grote finale zelfs nog beter, door als vierde te eindigen. Het betekende weer eens een aansprekend resultaat voor Israël, wat bovendien inhield dat het land in 2006 rechtstreeks mocht aantreden in de finale. Hierin ging Eddie Butler, die in 1999 al eens had deelgenomen als lid van de groep Eden, echter volledig onderuit; zijn gospel-achtige lied Together we are one kreeg slechts vier punten en strandde op de 23ste plaats.
In 2007 werd de band Teapacks door de IBA intern geselecteerd voor het Eurovisiesongfestival in Helsinki. Het komisch bedoelde lied Push the button veroorzaakte echter veel opschudding, omdat de tekst van het nummer zou gaan over de dreiging van terrorisme en een mogelijke nucleaire oorlog met Iran. Gesuggereerd werd dat de woorden He's gonna push the button zelfs direct zouden refereren aan de Iraanse president Mahmoud Ahmadinejad. Aangezien het reglement van het songfestival voorschrijft dat een inzending geen politieke boodschap mag uitstralen, gingen er stemmen op om de Israëlische inzending te diskwalificeren. Dit gebeurde uiteindelijk echter niet. In de halve finale eindigde Teapacks op de 24ste plaats, waarmee de groep zich niet kwalificeerde voor de finale.
Tussen 2008 en 2010 wist Israël de halve finales wel succesvol te overleven: het land werd door Europa drie maal op rij naar de finale gestemd. In 2008 eindigde Bo'az Ma'uda in de finale op de negende plaats met het door Dana International geschreven lied The fire in your eyes. Een jaar later zongen de Joodse zangeres Noa en de Arabisch-Israëlische zangeres Mira Awad het deels in het Arabisch gezongen nummer There must be another way naar de 16de plaats.

## 2010-heden

### Marcel Bezençon Awards

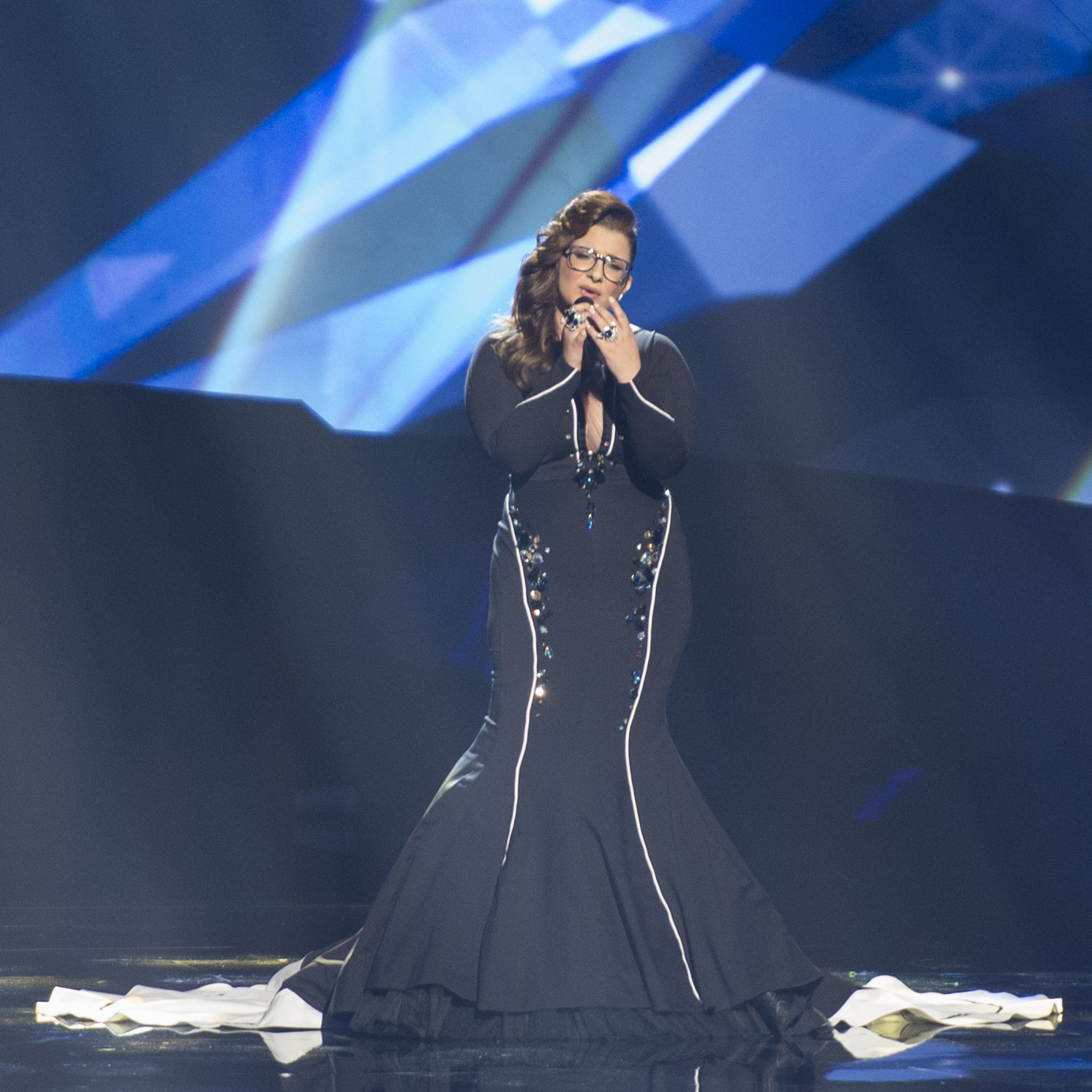
Moran Mazor op het Eurovisiesongfestival 2013 in Malmö

In 2010 was het meeslepende Milim, uitgevoerd door Harel Skaat, volgens de peilingen een van de favorieten voor de eindzege; de 14de plaats die het in de finale behaalde, stelde dan ook enigszins teleur. De inzending werd desondanks overal geprezen en bekroond met drie Marcel Bezençon Awards.
In 2011 keerde Dana International namens Israël terug naar het Eurovisiesongfestival in Duitsland, in de hoop haar overwinning van 1998 te kunnen herhalen. Als oud-winnares vergaarde zij veel publiciteit, maar haar zelfgeschreven lied Ding dong werd in de halve finale afgeserveerd. De uitschakeling zorgde voor ontgoocheling, niet in de laatste plaats bij Dana zelf, die een dag later direct uit Düsseldorf vertrok.
De deelname van Israël aan het songfestival van 2012 stond enige tijd op losse schroeven. Het feit dat het festival plaatsvond in Azerbeidzjan, lag gevoelig bij Israël, aangezien Azerbeidzjan een moslimland is en open grenzen onderhoudt met het vijandige Iran. Na geruchten over een eventuele terugtrekking, besloten de Israëliërs uiteindelijk toch een deelnemer af te vaardigen. Izabo werd door de Israëlische openbare omroep uitgekozen om Israël te vertegenwoordigen in Bakoe met het nummer Time, dat gedeeltelijk in het Engels en gedeeltelijk in het Hebreeuws werd gezongen. Voor het eerst werd gebruik gemaakt van een vertigoshot tijdens een optreden. De act kwam niet verder dan de dertiende plaats in de halve finale, te laag voor een plaats in de finale.
Ook in 2013 en 2014 presteerde Israël teleurstellend: zowel de dramatische ballad Rak bishvilo van Moran Mazor als het lied Same heart van Mei Finegold werden door het Europese publiek niet beloond met een plaats in de finale. In 2015 boekte Nadav Guedj heel wat meer succes; hij bracht Israël voor het eerst in vijf jaar naar de finale, en eindigde daar op de negende plaats. Ook in de twee hieropvolgende jaren werd Israël naar de finale gestemd: Hovi Star behaalde in 2016 de 14de plaats en Imri Ziv werd 23ste in 2017.

### 2018: vierde winst

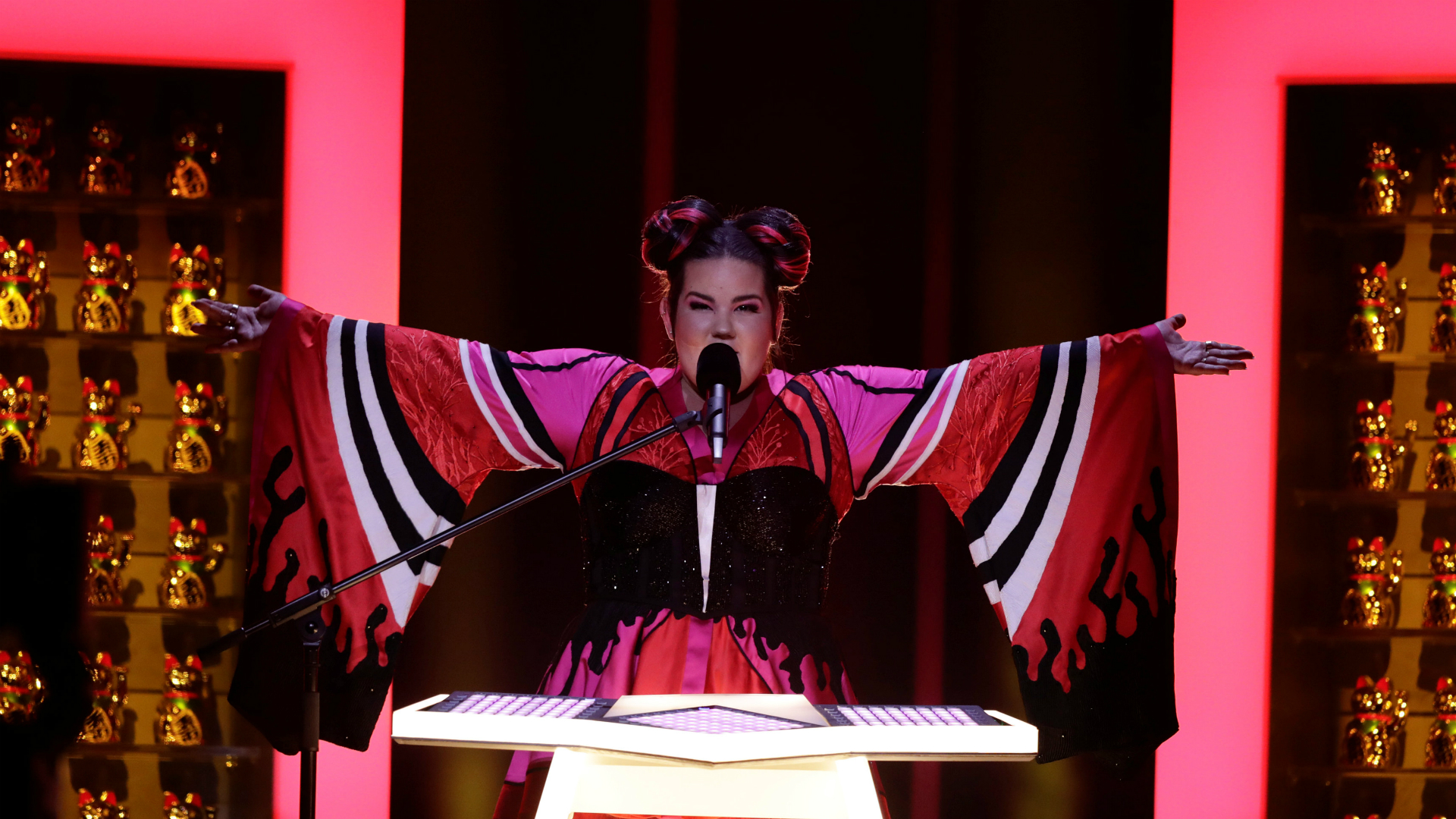
Netta Barzilai bezorgde Israël in 2018 haar vierde overwinning

Na het songfestival van 2017 werd omroep IBA opgeheven, maar opvolger Israël Public Broadcasting Corporation (IPBC), kreeg een tijdelijk lidmaatschap van het EBU toegekend, waardoor het land ook in 2018 kon deelnemen. Dat deed het met Toy van Netta Barzilai. De tekst van het lied is grotendeels Engelstalig, met uitzondering van de Hebreeuwse zin לא בובה (ani lo buba, "ik ben geen pop"), en het dialectwoord סטפה (stefa', wat betekent 'een stapel bankbiljetten'). Het lied won het festival met in totaal 529 punten (waarvan 212 punten van de vakjury). De televoting gaf hierin de doorslag, want bij de vakjury werd het lied pas derde. In de eerste halve finale was er ook winst met 283 punten.

### 2019 en verder
Dankzij de winst kwam het songfestival in 2019 voor de derde keer in de geschiedenis naar Israël. Tel Aviv werd aangewezen als gaststad en Israël zelf werd vertegenwoordigd door Kobi Marimi, die automatisch geplaatst werd voor de finale. Met zijn ballad Home kwam Marimi echter niet verder dan de 23ste plaats.
In 2020 werd zangeres Eden Alene geselecteerd om Israël op het Eurovisiesongfestival te vertegenwoordigen met het lied Feker libi. Vanwege de coronapandemie ging de editie van dat jaar echter niet door, waarna de Israëlische omroep besloot om Alene in 2021 een tweede kans te gunnen. Haar inzending voor dat jaar werd Set me free, dat op het songfestival in Rotterdam op de 17de plaats terechtkwam. In 2022 schoof Israël Michael Ben David, de winnaar van The X Factor, naar voren voor het Eurovisiesongfestival in Turijn. Een maand voor het festival kwam de deelname van het land, wegens een staking van het veiligheidspersoneel, nog op losse schroeven te staan, maar uiteindelijk trad David toch aan. Met zijn nummer I.M slaagde Israël er voor het eerst sinds 2014 niet in een finaleplaats te bemachtigen. In 2023 lukte Noa Kirel dat wel; met Unicorn behaalde ze de derde plaats in zowel de eerste halve finale als de finale. Het nummer vertelt over de kracht van acceptatie en zelfbekrachtiging.

## Israëlische deelnames
| Jaar | Artiest                     | Titel                                | Fin. | Ptn. | Semi | Ptn. | Taal                          |
| ---- | --------------------------- | ------------------------------------ | ---- | ---- | ---- | ---- | ----------------------------- |
| 1973 | Ilanit                      | Ei sham                              | 4    | 97   |      |      | Hebreeuws                     |
| 1974 | Poogy                       | Natati la chaiai                     | 7    | 11   |      |      | Hebreeuws                     |
| 1975 | Shlomo Artzi                | At va'ani                            | 11   | 40   |      |      | Hebreeuws                     |
| 1976 | Chocolad Menta Mastik       | Emor shalom                          | 6    | 77   |      |      | Hebreeuws                     |
| 1977 | Ilanit                      | Ahava hi shir lishnaim               | 11   | 49   |      |      | Hebreeuws                     |
| 1978 | Izhar Cohen & The Alphabeta | A-ba-ni-bi                           | 1    | 157  |      |      | Hebreeuws                     |
| 1979 | Gali Atari & Milk and Honey | Hallelujah                           | 1    | 125  |      |      | Hebreeuws                     |
| 1981 | Hakol Over Habibi           | Halailah                             | 7    | 56   |      |      | Hebreeuws                     |
| 1982 | Avi Toledano                | Hora                                 | 2    | 100  |      |      | Hebreeuws                     |
| 1983 | Ofra Haza                   | Chai                                 | 2    | 136  |      |      | Hebreeuws                     |
| 1985 | Izhar Cohen                 | Olé, olé                             | 5    | 93   |      |      | Hebreeuws                     |
| 1986 | Moti Giladi & Sarai Tzuriel | Yavoh yom                            | 19   | 7    |      |      | Hebreeuws                     |
| 1987 | Lazy Bums                   | Shir habatlanim                      | 8    | 73   |      |      | Hebreeuws                     |
| 1988 | Yardena Arazi               | Ben adam                             | 7    | 85   |      |      | Hebreeuws                     |
| 1989 | Gili & Galit                | Derech hamelech                      | 12   | 50   |      |      | Hebreeuws                     |
| 1990 | Rita                        | Shara barechovot                     | 18   | 16   |      |      | Hebreeuws                     |
| 1991 | Duo Datz                    | Kan                                  | 3    | 139  |      |      | Hebreeuws                     |
| 1992 | Dafna Dekel                 | Ze rak sport                         | 6    | 85   |      |      | Hebreeuws                     |
| 1993 | The Shiru Group             | Shiru                                | 24   | 4    |      |      | Hebreeuws                     |
| 1995 | Liora                       | Amen                                 | 8    | 81   |      |      | Hebreeuws                     |
| 1998 | Dana International          | Diva                                 | 1    | 172  |      |      | Hebreeuws                     |
| 1999 | Eden                        | Happy birthday (yom huledet)         | 5    | 93   |      |      | Hebreeuws en Engels           |
| 2000 | PingPong                    | Sameyach                             | 22   | 7    |      |      | Hebreeuws en Engels           |
| 2001 | Tal Sondak                  | Ein davar                            | 16   | 25   |      |      | Hebreeuws                     |
| 2002 | Sarit Hadad                 | Light a candle (nadlik beyachad ner) | 12   | 37   |      |      | Hebreeuws en Engels           |
| 2003 | Lior Narkis                 | Word for love (milim la'ahava)       | 19   | 17   |      |      | Hebreeuws en Engels           |
| 2004 | David D'Or                  | Leha'amin                            | X    | X    | 11   | 57   | Hebreeuws en Engels           |
| 2005 | Shiri Maymon                | Hasheket shenish'ar                  | 4    | 154  | 7    | 158  | Hebreeuws en Engels           |
| 2006 | Eddie Butler                | Together we are one (ze hazman)      | 23   | 4    | X    | X    | Hebreeuws en Engels           |
| 2007 | Teapacks                    | Push the button                      | X    | X    | 24   | 17   | Hebreeuws, Engels en Frans    |
| 2008 | Bo'az Ma'uda                | The fire in your eyes (ke'ilu kan)   | 9    | 124  | 5    | 104  | Hebreeuws en Engels           |
| 2009 | Noa & Mira Awad             | There must be another way (einaich)  | 16   | 53   | 7    | 75   | Hebreeuws, Engels en Arabisch |
| 2010 | Harel Skaat                 | Milim                                | 14   | 71   | 8    | 71   | Hebreeuws                     |
| 2011 | Dana International          | Ding dong                            | X    | X    | 15   | 38   | Hebreeuws en Engels           |
| 2012 | Izabo                       | Time                                 | X    | X    | 13   | 33   | Hebreeuws en Engels           |
| 2013 | Moran Mazor                 | Rak bishvilo                         | X    | X    | 14   | 40   | Hebreeuws                     |
| 2014 | Mei Finegold                | Same heart                           | X    | X    | 14   | 19   | Engels en Hebreeuws           |
| 2015 | Nadav Guedj                 | Golden boy                           | 9    | 97   | 3    | 151  | Engels                        |
| 2016 | Hovi Star                   | Made of stars                        | 14   | 135  | 7    | 147  | Engels                        |
| 2017 | Imri Ziv                    | I feel alive                         | 23   | 39   | 3    | 207  | Engels                        |
| 2018 | Netta Barzilai              | Toy                                  | 1    | 529  | 1    | 283  | Engels                        |
| 2019 | Kobi Marimi                 | Home                                 | 23   | 35   | X    | X    | Engels                        |
| 2021 | Eden Alene                  | Set me free                          | 17   | 93   | 5    | 192  | Engels en Hebreeuws           |
| 2022 | Michael Ben David           | I.M                                  | X    | X    | 13   | 61   | Engels                        |
| 2023 | Noa Kirel                   | Unicorn                              | 3    | 362  | 3    | 127  | Engels                        |
| 2024 | Eden Golan                  | Hurricane                            | 5    | 375  | 1    | 194  | Engels en Hebreeuws           |
| 2025 | Yuval Raphael               | New day will rise                    | 2    | 357  | 1    | 203  | Engels, Frans en Hebreeuws    |

## Punten
In de periode 1973-2025. Punten uit halve finales zijn in deze tabellen niet meegerekend.
| Plaats | Land                | Punten |
| ------ | ------------------- | ------ |
| 1      | Zweden              | 206    |
| 2      | Frankrijk           | 183    |
| 2      | Oekraïne            | 183    |
| 4      | Verenigd Koninkrijk | 175    |
| 5      | Rusland             | 151    |

| Plaats | Land        | Punten |
| ------ | ----------- | ------ |
| 1      | Frankrijk   | 271    |
| 2      | Finland     | 184    |
| 3      | Nederland   | 179    |
| 4      | Duitsland   | 176    |
| 5      | Zwitserland | 173    |

### Twaalf punten gegeven aan Israël
| Aantal | Land                | Wanneer                                                                |
| ------ | ------------------- | ---------------------------------------------------------------------- |
| 7      | Frankrijk           | 1985, 1998, 2018 (j), 2018 (t), 2019 (t), 2023 (j), 2024 (t), 2025 (t) |
| 5      | Azerbeidzjan        | 2018 (t), 2023 (j+t), 2025 (j+t)                                       |
| 5      | Duitsland           | 1978, 1982, 2016 (j), 2024 (t), 2025 (t)                               |
| 4      | Finland             | 1979, 1982, 2018 (j), 2024 (t)                                         |
| 4      | Portugal            | 1979, 1998, 2024 (t), 2025 (t)                                         |
| 4      | Nederland           | 1978, 1983, 2024 (t), 2025 (t)                                         |
| 4      | Spanje              | 1991, 2018 (t), 2024 (t), 2025 (t)                                     |
| 4      | Verenigd Koninkrijk | 1979, 1995, 2024 (t), 2025 (t)                                         |
| 3      | Australië           | 2018 (t), 2024 (t), 2025 (t)                                           |
| 3      | België              | 1978, 2024 (t), 2025 (t)                                               |
| 3      | Luxemburg           | 1978, 2024 (t), 2025 (t)                                               |
| 3      | Rest of the World   | 2023 (t), 2024 (t), 2025 (t)                                           |
| 3      | San Marino          | 2018 (j), 2018 (t), 2024 (t)                                           |
| 3      | Zweden              | 1979, 2024 (t), 2025 (t)                                               |
| 3      | Zwitserland         | 1978, 2024 (t), 2025 (t)                                               |
| 2      | Armenië             | 2023 (j+t)                                                             |
| 2      | Italië              | 2023 (j), 2024 (t)                                                     |
| 2      | Joegoslavië         | 1991, 1992                                                             |
| 2      | Oostenrijk          | 1983, 2018 (j)                                                         |
| 2      | Turkije             | 1978, 1991                                                             |
| 1      | Cyprus              | 2023 (t)                                                               |
| 1      | Georgië             | 2018 (t)                                                               |
| 1      | Ierland             | 1979                                                                   |
| 1      | Malta               | 1998                                                                   |
| 1      | Moldavië            | 2018 (t)                                                               |
| 1      | Monaco              | 2005                                                                   |
| 1      | Noorwegen           | 1979                                                                   |
| 1      | Oekraïne            | 2018 (t)                                                               |
| 1      | Polen               | 2023 (j)                                                               |
| 1      | Tsjechië            | 2018 (j)                                                               |

(j) = vakjury; (t) = televoting

### Twaalf punten gegeven door Israël
(Vetgedrukte landen waren ook de winnaar van dat jaar.)
| Jaar | Land                | Jaar | Land                | Jaar | Land                       | Jaar | Land                         |
| ---- | ------------------- | ---- | ------------------- | ---- | -------------------------- | ---- | ---------------------------- |
| 1975 | Nederland           | 1989 | Joegoslavië         | 2003 | Spanje                     | 2017 | Portugal (j+t)               |
| 1976 | Verenigd Koninkrijk | 1990 | Joegoslavië         | 2004 | Oekraïne                   | 2018 | Oostenrijk (j) Tsjechië (t)  |
| 1977 | Ierland             | 1991 | Frankrijk           | 2005 | Roemenië                   | 2019 | Nederland (j) Rusland (t)    |
| 1978 | Nederland           | 1992 | Frankrijk           | 2006 | Rusland                    | 2021 | Zwitserland (j) Oekraïne (t) |
| 1979 | Denemarken          | 1993 | Verenigd Koninkrijk | 2007 | Wit-Rusland                | 2022 | Zweden (j) Oekraïne (t)      |
| 1980 | Geen deelname       | 1994 | Geen deelname       | 2008 | Rusland                    | 2023 | Zweden (j) Finland (t)       |
| 1981 | Verenigd Koninkrijk | 1995 | Spanje              | 2009 | Noorwegen                  | 2024 | Luxemburg (j + t)            |
| 1982 | Duitsland           | 1996 | Geen deelname       | 2010 | Armenië                    | 2025 | Griekenland (j) Oekraïne (t) |
| 1983 | Luxemburg           | 1997 | Geen deelname       | 2011 | Zweden                     |      |                              |
| 1984 | Geen deelname       | 1998 | Verenigd Koninkrijk | 2012 | Zweden                     |      |                              |
| 1985 | Noorwegen           | 1999 | Duitsland           | 2013 | Azerbeidzjan               |      |                              |
| 1986 | Zwitserland         | 2000 | Denemarken          | 2014 | Oostenrijk                 |      |                              |
| 1987 | Zweden              | 2001 | Spanje              | 2015 | Italië                     |      |                              |
| 1988 | Joegoslavië         | 2002 | Letland             | 2016 | Oekraïne (j) Frankrijk (t) |      |                              |

(j) = vakjury; (t) = televoting
1973 · 1974 · 1975 · 1976 · 1977 · 1978 · 1979 · 1980 · 1981 · 1982 · 1983 · 1984 · 1985 · 1986 · 1987 · 1988 · 1989 · 1990 · 1991 · 1992 · 1993 · 1994 · 1995 · 1996-1997 · 1998 · 1999 · 2000 · 2001 · 2002 · 2003 · 2004 · 2005 · 2006 · 2007 · 2008 · 2009 · 2010 · 2011 · 2012 · 2013 · 2014 · 2015 · 2016 · 2017 · 2018 · 2019 · 2020 · 2021 · 2022 · 2023 · 2024 · 2025
Nationale voorronde: Kdam Eurovision